# Растенберг
Растенберг (њем. Rastenberg) град је у њемачкој савезној држави Тирингија. Једно је од 55 општинских средишта округа Земерда. Према процјени из 2010. у граду је живјело 2.741 становника. Посједује регионалну шифру (AGS) 16068042.

## Географски и демографски подаци
Растенберг се налази у савезној држави Тирингија у округу Земерда. Град се налази на надморској висини од 205 метара. Површина општине износи 35,4 km². У самом граду је, према процјени из 2010. године, живјело 2.741 становника. Просјечна густина становништва износи 77 становника/km².